# Celeste Boureille
Celeste Boureille (San Francisco, 20 aprile 1994) è una calciatrice statunitense, centrocampista del Leicester City.

## Carriera

### Club, calcio collegiale e universitario
Boureille, figlia di Max Boureille, uno chef, e di Carol Jenkins, è cresciuta nella Bay area, frequentando la Sacred Heart Cathedral Preparatory, dove è stata selezionata tre volte All-West Catholic Athletic League (WCAL) e giocatrice dell'anno WCAL 2012.
In questo periodo è anche tesserata con il Mustang Soccer Club, società di Danville con la quale ha conquistato il titolo nazionale 2010 della categoria giovanile Elite Clubs National League (ECNL). In un'intervista afferma che la sua precoce abilità era dovuta alla pratica e all’affinamento della tecnica giocando a calcio al Panhandle Park.
Dal 2012 al 2015 frequenta la Università della California, affiancando il suo percorso scolastico all'attività atletica nella squadra di calcio femminile universitario dell'ateneo, le California Golden Bears, iscritta al NCAA Women's Division I Soccer Championship. Nelle quattro stagioni in cui ha vestito i colori dell'università ha totalizzato 84 presenze, segnando 16 gol e fornendo 8 assist. Qui Boureille ha ottenuto due Pac-12 All-Academic Honorable Mentions nel 2013 e nel 2014. Nella sua ultima stagione, il 2015, Boureille ha segnato 5 gol e ha fatto 2 assist, guadagnandosi il secondo team All-Pac-12 mentre aiutava a guidare la sua squadra al Torneo NCAA.
Nel frattempo, nel 2014, si unisce al Selfoss, dove debutta in Úrvalsdeild kvenna, massimo livello del campionato islandese, il 27 maggio, alla 3ª giornata di campionato, nell'incontri vinto in trasferta er 3-0 sull'Afturelding. Rimane in Islanda sino a fine luglio, maturando 9 presenze e siglando 3 reti prima di fare ritorno negli States.
Ottenuta la laurea, Boureille lascia il calcio universitario per diventare professionista, unendosi allo stage di precampionato con il Portland Thorns attraverso open tryouts dopo essere andata undrafted nel 2016. Al termine dello stage viene confermata in rosa, ottenendo il suo primo contratto per la NWSL il 15 aprile 2016. Con il club di Portland Boureille è stata inizialmente utilizzata come terzino destro, poi come centre back e, più recentemente, ha mutato il suo ruolo in centrocampista difensivo.
Nell'ottobre 2016, a campionato NWSL concluso, Boureille ha la sua seconda esperienza all'estero, in Australia, trasferendosi in prestito al Canberra United per disputare la W-League, livello di vertice del campionato australiano. Condivide con le compagne il percorso che vede la sua squadra classificarsi al primo posto nel campionato regolare di W-League 2016-2017, per poi essere eliminata già in semifinale nella seconda fase per il titolo.
Dopo essere tornata in rosa al Portland Thorns e aver conquistato il suo primo trofeo aiutando le compagne a vincere il titolo 2017, nell'ottobre 2017 Boureille torna in Australia, nuovamente in prestito ma al Brisbane Roar, club con il quale alterna il suo impegno in NWSL ai due campionati di W-League 2017-2018 e 2018-2019. In questo periodo del campionato australiano si mette particolarmente in luce, venendo nominata giocatrice dell'anno del Brisbane Roar per la stagione 2017-2018, riconoscimento al quale fece seguito il premio BRFC Players' Player per la W-League 2018-2019.
Dopo un altro passaggio al Portland Thorns per la NWSL 2019 e una terza stagione in prestito al Brisbane Roar, nel settembre 2020 aggiunge una nuova esperienza all'estero in carriera, trasferendosi nell'estate 2020, ancora una volta in prestito, al club francese del Fleury per la stagione 2020-2021. A disposizione del tecnico David Fanzel fa il suo debutto in Division 1 Féminine il 5 settembre, alla 1ª giornata di campionato, rilevando Jenna Dear al 68' nell’incontro casalingo pareggiato a reti inviolate con il Montpellier. Rimasta in organico fino al gennaio 2021, Boureille matura 12 presenze in D1, andando a segno alla 6ª giornata siglando la rete che riporta in parità l'incontro con il Paris FC.
Gioca la sua ultima stagione al Portland Thorns, la NWSL 2021, maturando 12 presenze, e conquistando la NWSL Challenge Cup 2021.
Nel gennaio 2022 viene annunciata la sua definitiva partenza dal club di Portland e l'inizio di una nuova esperienza estera, scegliendo l'Italia e firmando un contratto con il Milan per disputare la seconda parte della stagione 2021-2022. Il 7 maggio ha segnato la sua prima rete in maglia rossonera, in occasione del derby vinto 3-0 sul campo dell'Inter.
Al termine della stagione 2021-22 ha lasciato il Milan ed è tornata in Francia, andando a giocare al Montpellier.

## Statistiche

### Presenze e reti nei club
Statistiche (parziali) aggiornate al 2 novembre 2024.
| Stagione           | Squadra            | Campionato         | Campionato | Campionato | Coppe nazionali | Coppe nazionali | Coppe nazionali | Coppe internazionali | Coppe internazionali | Coppe internazionali | Altre coppe | Altre coppe | Altre coppe | Totale | Totale |
| Stagione           | Squadra            | Comp               | Pres       | Reti       | Comp            | Pres            | Reti            | Comp                 | Pres                 | Reti                 | Comp        | Pres        | Reti        | Pres   | Reti   |
| ------------------ | ------------------ | ------------------ | ---------- | ---------- | --------------- | --------------- | --------------- | -------------------- | -------------------- | -------------------- | ----------- | ----------- | ----------- | ------ | ------ |
| 2020-2021          | Fleury             | D1                 | 12         | 1          | CF              | -               | -               | -                    | -                    | -                    | -           | -           | -           | 12     | 1      |
| 2021-2022          | Milan              | A                  | 7          | 2          | CI              | 2               | 0               | UWCL                 | -                    | -                    | SI          | -           | -           | 9      | 2      |
| 2022-2023          | Montpellier        | D1                 | 21         | 4          | CF              | 1               | 0               | -                    | -                    | -                    | -           | -           | -           | 22     | 4      |
| 2023-2024          | Montpellier        | D1                 | 20         | 0          | CF              | -               | -               | -                    | -                    | -                    | -           | -           | -           | 20     | 0      |
| 2024-2025          | Montpellier        | PL                 | 22         | 0          | CF              | 0               | 0               | -                    | -                    | -                    | -           | -           | -           | 22     | 0      |
| Totale Montpellier | Totale Montpellier | Totale Montpellier | 63         | 4          | -               | 1               | 0               | -                    | -                    | -                    | -           | -           | -           | 64     | 4      |
| 2025-2026          | Leicester City     | WSL                | -          | -          | CI              | -               | -               | -                    | -                    | -                    | WLC         | -           | -           | -      | -      |
| Totale carriera    | Totale carriera    | Totale carriera    | 82         | 7          | -               | 3               | 0               | -                    | -                    | -                    | -           | -           | -           | 85     | 7      |

## Palmarès

### Club
- National Women's Soccer League: 1

Portland Thorns: 2017
- NWSL Challenge Cup: 1

Portland Thorns: 2021